# Let It Enfold You
Let It Enfold You es el primer álbum de la banda post hardcore, Senses Fail que fue lanzado el 7 de septiembre de 2004. El 1 de noviembre de 2005, salió a la venta un CD de edición especial incluyendo cinco canciones extra.

## Listado de canciones
1. "Tie Her Down" – 3:08
2. "Lady in a Blue Dress" – 3:18
3. "You're Cute When You Scream" – 2:25
4. "Buried a Lie" – 2:59
5. "Bite to Break Skin" – 3:31
6. "Rum Is for Drinking, Not for Burning" – 2:43
7. "Slow Dance" – 3:06
8. "Choke on This" – 3:22
9. "NJ Falls into the Atlantic" – 3:48
10. "Let It Enfold You" – 5:03
11. "Irony of Dying on Your Birthday" – 2:59
12. "Angela Baker and My Obsession with Fire" – 4:04
13. "Martini Kiss" – 3:51

Extras
1. "Institutionalized" (Suicidal Tendencies cover) – 3:48
2. "American Death" – 3:32
3. "Lady in a Blue Dress (Acústica)" – 3:21
4. "Buried a Lie (Acústica)" – 3:04
5. "Rum Is for Drinking, Not for Burning (Acoustic)" – 3:04

## Créditos
- Buddy Nielsen – vocalista
- Garrett Zablocki – guitarra
- Dave Miller – guitarra
- Mike Glita – bajo
- Dan Trapp – batería

- Datos: Q1938719